# Titularbistum Thagaste
Thagaste (italienisch Tagaste) ist ein Titularbistum der römisch-katholischen Kirche.
Die in Nordafrika gelegene Stadt war in der Spätantike ein Bischofssitz, der in den Jahrhunderten nach der islamischen Expansion unterging. Er lag in der römischen Provinz Numidien südlich des Bischofssitzes des Heiligen Augustinus’, Hippo Regius. Der später heiliggesprochene Kirchenlehrer und Philosoph Augustinus von Hippo wurde in Thagaste geboren. Heute befindet sich auf dem Gebiet der ehemals numidischen und später römischen Siedlung die Stadt Souq Ahras, welche politisch zur gleichnamigen Provinz in Algerien gehört.
| Titularbischöfe von Thagaste |                                              | |                   |                    |                               |
| Nr.                          | Name                                         | Amt | von               | bis                | Foto                          |
| 1                            | Cristóbal Barrionuevo                        | Weihbischof in Córdoba und später in Sigüenza (Spanien)                                                                                                  | 10. Januar 1515   | 25. September 1552 |                               |
| 2                            | Bernardo de Andújar                          | | 6. September 1525 |                    |                               |
| 3                            | André Streignart                             | Weihbischof in Lüttich | 1578              | 5. Mai 1615        |                               |
| 4                            | Giovanni Delfino (Dolfino)                   | Koadjutorpatriarch von Aquileia (Italien) | 23. Juni 1656     | 27. Dezember 1657  |                               |
| 5                            | Alessandro Caputo OCarm                      | | 21. November 1728 | 21. Mai 1731       |                               |
| 6                            | Blas Antonio Olóriz                          | Weihbischof in Monreale (Italien) | 2. Dezember 1733  |                    |                               |
| 7                            | Josephus Maria Marini OSA                    | | 22. Juli 1754     |                    |                               |
| 8                            | Jean-Baptiste du Plessis d’Argentré          | | 28. Februar 1774  | 17. September 1775 |                               |
| 9                            | Francisco Mateo Aguiriano Gómez              | Weihbischof in Toledo (Spanien) | 15. April 1776    | 29. März 1790      |                               |
| 10                           | Franciscus Bugliari                          | Titularbischof in Thagaste | 26. März 1792     | 17. August 1806    |                               |
| 11                           | Eugène-Paul Coupat MEP                       | 28. August 1882–20. Februar 1883 Apostolischer Koadjutorvikar von Ostsichuan 20. Februar 1883–26. Januar 1890 Apostolischer Vikar von Ostsichuan (China) | 28. August 1882   | 26. Januar 1890    |                               |
| 12                           | Anatole-Joseph Toulotte MAfr                 | Apostolischer Vikar des Apostolischen Vikariats Sahara und Sudan                                                                                         | 4. Juni 1891      | 23. Januar 1907    |                               |
| 13                           | Luis José María Amigó y Ferrer OFMCap        | Apostolischer Administrator von Solsona (Spanien) | 18. April 1907    | 18. Juli 1913      |                               |
| 14                           | Patrick Joseph Hayes                         | Weihbischof in New York (USA) | 3. Juli 1914      | 10. März 1919      | Patrick Joseph Kardinal Hayes |
| 15                           | Godefroy Frederix CICM                       | 5. März 1920–14. März 1922 Apostolischer Vikar von Nordgansu 14. März 1922–21. März 1930 Apostolischer Vikar von Ningsia (Republik China)                | 8. März 1920      | 18. Juni 1938      |                               |
| 16                           | Costantino Maria Attilio Barneschi OSM       | Apostolischer Vikar von Bistum Manzini (Swasiland) | 15. März 1939     | 11. Januar 1951    |                               |
| 17                           | Antonio Poma                                 | Weihbischof in Mantua (Italien) | 28. Oktober 1951  | 8. September 1954  |                               |
| 18                           | Gilberto Baroni                              | Weihbischof in Bologna (Italien) | 4. Dezember 1954  | 30. Mai 1963       |                               |
| 19                           | Luigi Bettazzi                               | Weihbischof in Bologna (Italien) | 10. August 1963   | 26. November 1966  | Luigi Bettazzi 2008           |
| 20                           | Antonio Mauro Titularerzbischof pro hac vice | Kurienerzbischof | 4. Juli 1967      | 9. Dezember 2001   |                               |
| 21                           | Ivo Scapolo Titularerzbischof pro hac vice   | Apostolischer Nuntius | 26. März 2002     |                    |                               |